# Zoleka Mandela
Pour les articles homonymes, voir Mandela (homonymie).
Zoleka Mandela, née le 9 avril 1980 et morte le 25 septembre 2023, est une écrivaine et une militante sud-africaine.
Petite-fille de Nelson Mandela et de Winnie Mandela, elle écrit sur ses addictions, la mort de sa fille et ses propres batailles contre le cancer du sein.

## Biographie
Zoleka Mandela est née en 1980 et est la fille de Zindzi Mandela. La famille de sa mère, les Mandela, sont des descendants directs du roi Madiba du peuple Thembu de Mvezo, leur chefferie ancestrale.
Zoleka Mandela parle d'abus sexuels qu'elle a subis dans son enfance. Pendant un temps, elle a également été dépendante à la drogue et à l'alcool.
En 2010, sa fille de 13 ans meurt dans un accident de voiture alors qu'elle rentrait chez elle après un concert. L'accident serait dû à la drogue et, à l'époque, Zoleka Mandela se remettait d'une tentative de suicide. Zoleka Mandela publie son autobiographie en 2013.

### Santé
Zoleka Mandela est traitée pour un cancer du sein en 2011 et pour une rechute en 2016. Elle utilise les médias sociaux pour décrire la manière dont sa tumeur a été retirée ainsi que les effets secondaires de son traitement de chimiothérapie.

### Autres
En 2016, Zoleka Mandela est choisie pour être l'une des 100 Women de la BBC. Elle dit que son grand regret est d'avoir le sentiment qu'elle n'a fait des choses utiles que depuis la mort de son grand-père, sans pouvoir le rendre fier d'elle avant sa disparition.
Elle fait campagne contre les décès dus à des accidents de la route, soulignant les risques particuliers auxquels sont exposés les enfants en Afrique subsaharienne, qui risquent deux fois plus de mourir dans un accident de voiture que n'importe où ailleurs dans le monde.